# Metal Gear 2: Solid Snake
Metal Gear 2: Solid Snake (メタルギア2 ソリッドスネーク?, Metaru Gia 2: Soriddo Sunēku) è un videogioco di azione furtiva e spionaggio scritto e diretto da Hideo Kojima, sviluppato e pubblicato da Konami, ed è il secondo capitolo canonico della serie Metal Gear, seguito da Metal Gear Solid.

## Sviluppo
Il gioco è stato pubblicato inizialmente solo in Giappone per i computer MSX2 il 20 luglio 1990, e non è stato convertito per altre piattaforme fino al 2004, quando fu distribuito come gioco scaricabile per telefoni cellulari in Giappone. Insieme al predecessore Metal Gear, il gioco è stato inserito nel disco Persistence di Metal Gear Solid 3: Subsistence:, pubblicato in Nord America e in Europa nel 2006, e nelle raccolte Metal Gear Solid: HD Collection e Metal Gear Solid: The Legacy Collection.

## Trama
1999: Zanzibar Land, Asia centrale. In un'epoca segnata dalla distensione tra le due superpotenze e in cui il mondo sta rinunciando del tutto alle armi nucleari, le riserve di petrolio si esauriscono improvvisamente: uno scienziato ceco, il Dr. Kio Marv, sviluppa un batterio denominato OILIX, il cui metabolismo produce come prodotto di scarto petrolio in elevate quantità. La nazione militare Zanzibar Land, che si è dotata di armi nucleari, per ottenere il massimo potere economico-militare rapisce il biologo prima che questi possa recarsi ad una conferenza.
Per salvare il biologo e scongiurare una guerra nucleare, l'unità FOXHOUND invia in missione (Operazione Intrusione F104) il suo agente Solid Snake, supportato via radio dal colonnello Campbell, dall'esperto di tecniche di infiltrazione Master Miller, dall'esperto di armi George Kasler e dallo zoologo Johan Jacobseb. Entrato nel primo edificio, Snake viene contattato da un'agente, di nome Holly White, che si era infiltrata in Zanzibar Land settimane prima fingendosi una giornalista, e che fornirà aiuto a Snake durante la missione. Seguendo il segnale emesso da un trasmettitore posto in un dente del Dr. Marv, Snake raggiunge il terzo piano, ma si trova di fronte un impostore, Black Ninja. Dopo essere stato sconfitto da Snake, Black Ninja rivela di essere Kyle Schneider, il capo della resistenza a Outer Heaven, entrato a fare parte dell'esercito di Zanzibar Land dopo la distruzione dello stato-fortezza africano.
Grazie alle informazioni di Schneider, Snake raggiunge una cella nelle paludi dove trova detenuto il Dr. Drago Pettrovich Madnar, rapito anche lui insieme al Dr. Marv. Il Dr. Madnar è il capo costruttore del primo Metal Gear, ed è stato costretto a costruirne un altro, denominato Metal Gear D. Madnar informa Snake che il Dr. Marv si trova in una torre a qualche km di distanza, e che il capo di Zanzibar Land è Big Boss.
Non potendo liberare Madnar in quanto separati da un muro indistruttibile, Snake si dirige verso la torre, affrontando durante il percorso prima Running Man e poi un Hind D. Dopo averli sconfitti entrambi, Snake raggiunge la base della torre, ma viene contattato da Holly, che è stata imprigionata perché hanno scoperto la sua vera identità. Grazie alle sue indicazioni, Snake riesce a trovare e liberare Holly, la quale lo informa che il Dr. Marv ha inviato un messaggio tramite un piccione che adesso si trova sul tetto.
Lungo il percorso, Snake incontra e sconfigge Red Blaster. Raggiunto il tetto, Snake legge il messaggio e scopre la frequenza radio del Dr. Marv, ma sfortunatamente lo scienziato non parla inglese. Madnar gli consiglia di cercare Gustava Heffner, un'atleta olimpionica passata all'StB, che parla la lingua del Dr. Marv e può quindi apprendere dove è tenuto prigioniero. Trovata Gustava, essa guida Snake attraverso un passaggio che conduce alla cella del Dr. Madnar. Dopo averlo liberato, i tre si incamminano lungo la strada per raggiungere il Dr. Marv; durante il percorso, Madnar si assenta per qualche minuto dicendo di dover sbrigare un "certo affare", e gli altri due, pensando che Madnar sia andato in bagno, approfittano della pausa per parlare della loro vita. Nel corso della conversazione, Gustava dice di aver amato un certo Frank Hunter. Ripreso il cammino, i tre si apprestano ad attraversare un ponte, ma riesce a passare solo lo scienziato perché, mentre sta passando Gustava, arriva il Metal Gear D che fa saltare il ponte uccidendola, mentre Madnar viene portato via dalle guardie. Alla guida del Metal Gear D c'è Gray Fox, che rimanda il combattimento con Snake a dopo.
Dopo aver trovato il modo di passare dall'altra parte del ponte e aver sconfitto i Four Horsemen, Jungle Evil e Night Fright, Snake si infiltra nella base vera e propria, ma arriva troppo tardi perché trova il Dr. Marv morto e al suo fianco il Dr. Madnar. In quel momento Holly avverte Snake di aver scoperto che Madnar, dopo essere stato allontanato dalla comunità scientifica perché considerato un pazzo a causa delle sue teorie radicali, è passato al servizio di Zanzibar Land per realizzare il suo sogno, cioè costruire un nuovo modello di Metal Gear, il Metal Gear D, fornendo in cambio i segreti scientifici sottratti da tutto il mondo. Messo alle strette, Madnar confessa di aver ucciso il Dr. Marv perché non voleva rivelargli i segreti dell'OILIX, e di aver causato la morte di Gustava contattando Gray Fox durante la pausa per andare in bagno. Madnar rivela a Snake che il Dr. Marv ha nascosto i piani dell'OILIX in una cartuccia di gioco per MSX, la quale si trova in un armadietto di cui Snake ha la chiave, che gli è stata data da Gustava prima che morisse. Madnar si avventa allora contro Snake nel tentativo di soffocarlo e rubargli la chiave, ma Snake riesce a sconfiggerlo.
Snake recupera così la cassetta MSX, subito dopo però cade in una trappola e si trova faccia a faccia con il Metal Gear D e Gray Fox. Durante il combattimento all'ultimo sangue con l'ex compagno (infatti anche Gray Fox faceva parte della FOXHOUND), Kasler informa Snake che il vero nome di Gray Fox è Frank Jaeger, conosciuto anche come Frank Hunter; Snake capisce così che il fidanzato di Gustava era proprio Gray Fox. Dopo essere stato sconfitto, Gray Fox dice che pur odiando la guerra stava lavorando per Big Boss, che gli ha salvato la vita ben due volte, perché uomini come lui, nati sul campo di battaglia, non potrebbero sopravvivere in un mondo senza guerra, e Big Boss ha fornito loro un motivo per combattere, e quindi per vivere.
Prima di andarsene da Zanzibar Land, Snake si scontra con Big Boss, che è riuscito a sopravvivere alla distruzione di Outer Heaven, e lo sconfigge, dopodiché viene raggiunto da Holly e insieme i due lasciano Zanzibar Land a bordo di un elicottero. Nel finale, Snake riporta la cartuccia MSX al colonnello Campbell, che gli propone di ritornare in servizio, ma Snake rifiuta, dicendo che adesso è un uomo libero.

## Personaggi principali

### Solid Snake
In Metal Gear, Snake, giovane recluta dell'unità FOXHOUND, fu mandato nella sua prima missione a liberare il suo compagno Gray Fox e a distruggere il Metal Gear. In Metal Gear 2, Snake deve infiltrarsi in Zanzibar Land per liberare il Dr. Kio Marv, che è stato rapito per conto di Big Boss. Durante la missione deve affrontare diversi avversari, tra cui il Metal Gear D, il suo ex compagno Gray Fox e infine lo stesso Big Boss.

### Roy Campbell
Il colonnello Campbell (Roy Kyanbel nella versione per MSX2) è a capo dell'unità speciale FOXHOUND. Guida Snake nella sua missione, che consiste nel salvare il Dr. Kio Marv. 

### Master Miller
Esperto di tecniche di infiltrazione, fornisce vari consigli a Snake durante la missione; in particolare lo aiuta a decifrare il messaggio che il Dr. Marv ha attaccato alla zampa di un piccione, e a neutralizzare delle chiazze di acido solforico poste di fronte alla porta che conduce alla stanza in cui è tenuto prigioniero il Dr. Marv, suggerendogli di cercare del cioccolato, in quanto lo zucchero in esso contenuto reagisce con l'acido producendo carbonio e una sostanza gommosa.

### Holly White
Holly (Horry nella versione per MSX2) è un'agente che si è infiltrata in Zanzibar Land fingendosi una giornalista. All'arrivo di Snake, lo contatta via radio per fornirgli tutto l'aiuto possibile per portare a termine la sua missione. Viene fatta prigioniera quando gli uomini di Big Boss scoprono la sua vera identità, ma Snake riesce a trovarla e la libera. È lei che avverte Snake di stare attento al Dr. Madnar, avendo scoperto le sue intenzioni. Dopo lo scontro tra Snake e Big Boss, Holly raggiunge Snake e insieme lasciano Zanzibar Land.

### George Kasler
Kasler (Kesler nella versione originale) è un esperto di armi e dei mercenari presenti a Zanzibar Land. Fornisce a Snake vari consigli via radio che lo aiutano a sconfiggere i nemici che incontra nel corso della missione.

### Johan Jacobsen
Jacobsen (Yozev Norden nella versione per MSX2) è uno zoologo amico del Dr. Madnar; è proprio quest'ultimo che fornisce a Snake la sua frequenza radio. Jacobsen si rivela utile soprattutto quando Snake deve cercare di catturare un piccione per leggere un messaggio inviato dal Dr. Marv. 

### Kio Marv
Il Dr. Kio Marv è uno scienziato ceco inventore dell'OILIX, un batterio il cui metabolismo produce come prodotto di scarto petrolio in elevate quantità. Mentre si appresta a partecipare ad una conferenza, viene rapito dagli uomini di Zanzibar Land insieme al Dr. Madnar e alla sua guardia del corpo, Gustava. Come si scopre in seguito, è stato Madnar a far rapire il Dr. Marv, allo scopo di fargli rivelare i segreti dell'OILIX; non ottenendo risposte, Madnar uccide il Dr. Marv.

### Drago Pettrovich Madnar
Durante gli eventi di Metal Gear, Madnar fu costretto a costruire il Metal Gear sotto il rapimento della figlia Ellen. In Metal Gear 2, è stato costretto a costruire un nuovo Metal Gear, il Metal Gear D. In realtà, come si scopre in seguito, Madnar lavora al servizio di Zanzibar Land.

### Gustava Heffner
Gustava (Natasha Marcova nella versione originale) era una campionessa olimpionica di pattinaggio; si innamorò di Frank Hunter ed era disposta a rinunciare a tutto per seguirlo, ma la sua richiesta d'asilo all'Ovest fu respinta per motivi politici sconosciuti, e fu privata di tutti i diritti civili. Non le restò altra scelta che passare al servizio dell'StB (la polizia segreta della Repubblica Socialista Cecoslovacca). Durante gli eventi di Metal Gear 2, Gustava lavora come guardia del corpo del Dr. Madnar. Catturata anch'essa insieme allo scienziato, è riuscita a fuggire e a nascondersi in Zanzibar Land, in attesa dell'occasione giusta per liberarlo. Quando incontra Snake, lo conduce alla cella dove è tenuto prigioniero il Dr. Madnar, e insieme i tre si incamminano verso la cella del Dr. Marv. Ma nel momento in cui Gustava attraversa un ponte, Gray Fox (l'uomo che amava), alla guida del Metal Gear, lo fa saltare, uccidendola. Prima di morire, Gustava consegna a Snake una spilla, che è la chiave dell'armadietto in cui sono nascosti i piani dell'OILIX.

## Boss

### Black Ninja
Black Ninja (Black Color nella versione originale), il cui vero nome è Kyle Schneider, era il capo della resistenza a Outer Heaven ed è entrato a far parte dell'esercito di Zanzibar Land dopo la distruzione dello stato-fortezza africano. Dopo essere stato sconfitto, rivela a Snake il modo per raggiungere la cella in cui è detenuto il Dr. Madnar.

### Running Man
Divenne famoso alle Olimpiadi di Barcellona del 1992 come "uomo più veloce del mondo", ma a causa di uno scandalo di doping, abbandonò la carriera di atleta e si unì al gruppo terroristico francese degli Enfants Terribles (che non ha niente a che fare con il progetto omonimo), sfruttando la sua incredibile velocità per piazzare esplosivi, di cui è un esperto.

### Red Blaster
Ha studiato operazioni speciali alla Libera università popolare Patrice Lumumba e si è specializzato in operazioni di demolizione con esplosivi nella Spetsnaz. È molto abile con le granate, da cui il suo soprannome.

### Four Horsemen
I Four Horsemen (Ultra Box nella versione per MSX2) sono una squadra segreta composta da ex agenti scelti del SAS, della GSG-9 e dell'UDT (Underwater Demolitions Team, squadra demolizioni subacquee). Specializzata in omicidi in spazi ristretti, è alle dirette dipendenze del Presidente di Zanzibar Land.

### Jungle Evil
Jungle Evil (Predator nella versione originale), ex membro di un reparto di ricognizione, è stato mercenario in Vietnam e Yemen del Sud ed è specializzato in imboscate e azioni di guerriglia. Indossa una mimetica high-tech che non viene individuata dal radar che intercetta i movimenti.

### Night Fright
Night Fright (Night Sight nella versione originale) è l'ultimo sopravvissuto del gruppo di guerriglieri Whisper, un'unità del Vietnam Settentrionale. È armato con una Type 67, una pistola di fabbricazione cinese molto silenziosa, e indossa una tuta mimetica che lo rende invisibile.

### Gray Fox
Gray Fox, il cui vero nome è Frank Jaeger (conosciuto anche come Frank Hunter), è un ex agente dell'unità FOXHOUND passato poi al servizio di Big boss, che gli ha salvato la vita due volte. Durante la missione di Snake, Fox gli invia messaggi anonimi per aiutarlo a superare le trappole. Sotto l'ordine di Madnar, distrugge un ponte causando la morte della donna un tempo amata, Gustava. Successivamente affronta Snake prima alla guida del Metal Gear D, e poi a mani nude in una stanza minata, ma viene sconfitto dall'ex compagno.

### Big Boss
Creduto morto dopo la distruzione di Outer Heaven, Big Boss è invece riuscito a sopravvivere ed è diventato il capo di Zanzibar Land, radunando soldati da tutto il mondo. Viene nuovamente sconfitto da Solid Snake nello scontro finale.

## Modalità di gioco
Il gioco è ambientato a Zanzibar Land, una nazione immaginaria confinante con Unione Sovietica, Afghanistan, Pakistan e Cina; in particolare, il gioco si svolge in un primo edificio di sei piani di cui due interrati, in una torre di 40 piani e in un terzo edificio dove è detenuto il Dr. Marv.
Come in Metal Gear, anche in Metal Gear 2 il giocatore, che controlla Solid Snake, deve infiltrarsi nella base nemica cercando di evitare di farsi scoprire dai soldati o dalle telecamere di sorveglianza. Se il giocatore viene individuato dal nemico, si attiva la fase di allerta, durante la quale le guardie inseguono e sparano a Snake; se si riesce a far perdere le proprie tracce, dopo un po' l'allerta termina e comincia la fase di evasione, in cui i soldati continuano a cercare Snake. Infine il gioco torna in modalità normale, dove le guardie fanno il loro normale giro di pattuglia. Rispetto al predecessore, però, sono presenti nuove funzionalità: per esempio, il giocatore può sdraiarsi e strisciare per raccogliere mine, infilarsi in condotti dell'aerazione,  nascondersi sotto un tavolo, oppure per evitare di fare rumore. Infatti, se Snake cammina su determinati tipi di suolo, il suono prodotto dai suoi passi insospettisce le guardie, che vengono a indagare. Ma il giocatore può sfruttare il rumore anche a suo vantaggio, bussando su un muro per attirare una guardia in un punto e aggirarla passando da un'altra parte. Se in Metal Gear le guardie potevano vedere solo in linea retta nella direzione in cui erano rivolte, adesso hanno un campo visivo maggiore, possono girare la testa e muoversi da un'area all'altra. Un'altra novità è il radar, che permette di vedere la posizione di Snake e quella delle guardie presenti nelle aree circostanti; il radar mostra anche la posizione delle mine se è equipaggiato il cercamine. Durante le fasi di allerta ed evasione il radar non è utilizzabile in quanto i nemici attivano dispositivi di disturbo elettronico.
Nel gioco è possibile ottenere informazioni da alcuni bambini orfani di guerra che sono stati recuperati dal capo della fortezza. Inoltre si ha a disposizione una radio per contattare il team di supporto, ma per farlo è necessario conoscere la frequenza di ciascun membro: spesso è comunicata esplicitamente al giocatore, ma in alcuni casi è necessario decifrare un codice a colpi per scoprirla.

## Colonna sonora
Il 5 aprile 1991 l'etichetta discografica King Records ha pubblicato l'album contenente la colonna sonora ufficiale del gioco: Metal Gear 2: Solid Snake Original Soundtrack; i brani, registrati su CD, sono stati composti dallo studio Konami Kukeiha Club.
Alcuni di questi brani sono stati inseriti (in versione originale o remixata) nell'album intitolato Metal Gear / Solid Snake: Music Compilation of Hideo Kojima / Red Disc e uscito nel 1998, mentre altri sono stati riarrangiati e usati come musica di sottofondo delle missioni in realtà virtuale presenti nel videogioco Metal Gear Solid: Integral del 1999. Nel gioco principale di Integral ci si può inoltre sintonizzare su due frequenze Codec segrete per ascoltare le versioni arrangiate di Zanzibar Breeze e Theme of Solid Snake; quest'ultimo brano compare anche nel livello "Shadow Moses Island" del videogioco Super Smash Bros. Brawl uscito nel 2008.
1. Theme of Solid Snake – 3:17
2. Zanzibar Breeze – 3:06
3. A Notice – 0:12
4. First Instruction – 0:54
5. Frequency 140.85 – 2:50
6. Level 3 Warning – 1:14
7. Return to Dust – 2:47
8. Killers – 1:37
9. Tears – 3:15
10. The Front Line – 2:08
11. Chasing the Green Beret – 0:27
12. Shallow – 0:53
13. Battle Against Time – 1:15
14. Advance Immediately – 2:07
15. Mechanic – 1:10
16. Imminent – 1:50
17. Night Fall – 1:40
18. Level 1 Warning – 2:17
19. An Advance – 1:39
20. Reprieve of the Doctor – 1:28
21. Natasha's Death – 2:21
22. Zanzibarland National Anthem – 0:16
23. Swing, Swing ~ "A" Jam Blues – 1:31
24. Zanzibarland National Anthem Part 2 – 0:16
25. Under the Cloud of Darkness – 1:26
26. Fight Into Enemy Territory – 0:50
27. Infiltration – 1:31
28. In Security – 1:15
29. Wavelet – 2:22
30. Big Boss – 1:02
31. Spiral – 1:32
32. Escape – 1:57
33. Return – 2:19
34. Red Sun – 3:11
35. Farewell – 1:51
36. After Image – 0:07
37. Disposable Life – 0:11

Durata totale: 60:04

## Analogie conMetal Gear Solid
Molte situazioni presenti in Metal Gear Solid ricalcano quelle che si verificano in Metal Gear 2: Solid Snake:
- Il colonnello Campbell risponde alla frequenza 140.85.
- Gray Fox chiama sempre quando si sta per entrare in un campo minato e dice di essere un ammiratore. Inoltre, in entrambi i titoli vorrà sfidare Snake in uno scontro uno-contro-uno a mani nude.
- In entrambi i titoli, il pilota del Metal Gear vorrà affrontare Snake in uno scontro a mani nude dopo la distruzione dell'arma semovente.
- Si possono usare le sigarette per vedere i raggi infrarossi che fanno scattare l'allarme se attraversati.
- Durante l'infiltrazione, in entrambi i titoli Snake deve salvare un personaggio femminile dopo che la copertura di quest'ultimo è saltata: si tratta di Holly White per questo capitolo, di Meryl Silverburgh nel sequel. Entrambi i personaggi possono essere contattati alla frequenza 140.15.
- Per scoprire quale tra i soldati è una donna travestita con l'uniforme dei nemici (Gustava in Metal Gear 2, Meryl in Metal Gear Solid), si deve attendere che essa si allontani per andare nel bagno delle donne.
- In Metal Gear 2, per ottenere una chiave, si deve far cambiare forma alla spilla di Gustava esponendola ad una diversa temperatura; altrettanto si deve fare con la scheda PAL in Metal Gear Solid.
- In entrambi i giochi arriva un momento in cui si deve fuggire dai nemici salendo le scale di una torre, e uno in cui si devono affrontare quattro nemici in un ascensore.
- In entrambi i giochi bisognerà affrontare un Hind D utilizzando dei missili Stinger.
- Per ottenere la frequenza del Dr. Madnar si deve decifrare il codice a colpi emesso da quest'ultimo guardando nel manuale d'istruzioni, così come si deve trovare la frequenza di Meryl guardando sul retro della confezione del gioco.

## Sequel
Nel 2000 è uscito uno spin-off per Game Boy Color ambientato nel 2002 che fa da sequel di Metal Gear 2: Solid Snake e che fa da prequel di Metal Gear Solid (uscito nel 1998): Metal Gear: Ghost Babel.